# إل. جي. ديفيس
إل. جي. ديفيس (بالإنجليزية: L. J. Davis)‏ (2 يوليو 1940، سياتل في الولايات المتحدة - 5 أبريل 2011، بروكلين في الولايات المتحدة)؛ صحفي وروائي أمريكي.

## الجوائز
- زمالة غوغنهايم